# Zotac
ZOTAC International Limited es una compañía de hardware para computadoras fundada en 2006 con sede en Hong Kong. Fabrica tarjetas gráficas basadas en chips Nvidia, mini PCs y placas base. La compañía es parte de PC Partner Ltd. Group y emplea a más de 6.000 personas de todo el mundo, en su casa matriz de Hong Kong y en 40 plantas de fabricación de tecnología de montaje superficial (SMT) en China.

## Lista de nettops de Zotac
En esta sección se listan algunos de los nettops que llevan la marca Zotac. Todos traen lectores de tarjetas, con lo que eso se omite en el siguiente listado.
- Serie MAG
  - HD-ND01: Tiene una CPU Intel Atom Diamondville 330 y un chip gráfico ION (el ahora llamado ION1).
- Serie ZBOX
  - HD-ND02: Tiene una CPU Intel Atom Diamondville 330 y un chip gráfico ION (el ahora llamado ION1).
  - HD-ID11: Internamente, tiene una CPU Intel Atom Pineview D510, un NG-ION (es un 16-core GT218 GPU con 512 MiB de memoria DDR3, y también es conocido como ION2), una única bahía para HDD/SSD de 2.5”, y un único slot para DDR2-800 SO-DIMM (el controlador de la memoria solo tiene un único canal de 64-bit y solo permite hasta 4 GiB de RAM). En cuanto a puertos de E/S externos, tiene un 10/100/1000 Ethernet, un eSATA, varios USB, un DVI y un HDMI, una salida óptica y WiFi (802.11b/g/n). El consumo de energía varía entre los 21,7 W y los 27,0 W.[2][3]
  - HD-ID33BR-U: Internamente, tiene una CPU Intel Atom D525, un NG-ION (es un 16-core GT218 GPU con 512 MiB de memoria DDR2, y también es conocido como ION2), una única bahía para HDD/SSD de 2.5”, y un único slot para DDR2-800 SO-DIMM (el controlador de la memoria solo tiene un único canal de 64-bit y solo permite hasta 4 GiB de RAM). También tiene un lector de Blu-Ray. En cuanto a puertos de E/S externos, tiene un 10/100/1000 Ethernet, un eSATA, 4 USB (2 de ellos son 3.0), un DVI y un HDMI, una salida óptica y WiFi (802.11b/g/n). Se vende sin RAM y sin HDD. El consumo de energía varía entre los 12 W y los 45 W.[4]
  - HD-ID34BR-U: Internamente, tiene una CPU Intel Atom D525, un NG-ION (es un 16-core GT218 GPU con 512ab MiB de memoria DDR2, y también es conocido como ION2), una única bahía para HDD/SSD de 2.5”, y un único slot para DDR2-800 SO-DIMM (el controlador de la memoria solo tiene un único canal de 64-bit y solo permite hasta 4 GiB de RAM). También tiene un lector de Blu-Ray. En cuanto a puertos de E/S externos, tiene un 10/100/1000 Ethernet, un eSATA, 4 USB (2 de ellos son 3.0), un DVI y un HDMI, una salida óptica y WiFi (802.11b/g/n). Tiene 2 GiB de RAM y un HDD de 250 GB. El consumo de energía varía entre los 12 W y los 45 W.[4]
  - ID41: Tiene una CPU Intel Atom Pineview D525, un chip gráfico NG-ION (también conocido como ION2), memoria RAM de tipo DDR3, cuatro USB 2.0 y dos USB 3.0.
  - ID41-PLUS-E: Es igual al ID41 pero, mientras el ID41 no se vende ni con RAM ni con HDD/SSD, esta versión trae 2 GiB de RAM y un HDD.
  - AD02-E: Tiene una CPU AMD E-350 APU Platform (dual-core) (1.6 GHz),[5] un chip gráfico AMD Radeon™ HD 6310, 2 slots SODIMM DDR3 1066 MHz de memoria RAM (hasta un máximo de 8 GiB), bahía para HDD/SSD de 2.5” SATA, Ethernet 10/100/1000 Mbit/s, WiFi 802.11n/g/b (300 Mbit/s), un eSATA, varios USB, un DVI y un HDMI, y una salida óptica.
  - AD03BR-PLUS-U[6]
  - ID80: Internamente, tiene una CPU Intel Atom Cedar Trail D2700,[7] 2 slots para DDR3-1066 SO-DIMMs, un único slot para SSD/HDD de 2.5" y 3 Gbit/s. Externamente, trae un puerto HDMI, un puerto DVI, cuatro USB 2.0 y dos USB 3.0. También tiene WiFi (802.11b/g/n), Bluetooth 3.0 y 10/100/1000 Ethernet. A diferencia de los anteriores nettops de Zotac, este nettop no trae eSATA.[7][8]
  - ID80-PLUS: Es igual al ID80 pero, mientras el ID80 no se vende ni con RAM ni con HDD/SSD, con 2 GiB de RAM y un HDD de 320 GB y 5400 RPM.[8]
  - AD04: Internamente, tiene una CPU AMD-E450, un chip gráfico AMD Radeon HD-6320, 2 slots para DDR3-1333 SO-DIMMs, y un único slot para SSD/HDD de 2.5” y 3 Gbit/s. Externamente, trae un puerto HDMI, un puerto DisplayPort, y cuatro USB 2.0 y dos USB 3.0. También tiene WiFi (802.11b/g/n), Bluetooth 3.0 y 10/100/1000 Ethernet. No trae eSATA ni DVI.[9]
  - AD04-PLUS: Es igual al ID80 pero, mientras el AD04 no se vende ni con RAM ni con HDD/SSD, con 2 GiB de RAM y un HDD de 320 GB y 5400 RPM.[9]